# دفتر نمایشگاه‌های بین‌المللی
دفتر نمایشگاه‌های بین‌المللی (به فرانسوی: Bureau International des Expositions) (اختصاری BIE)؛ (به انگلیسی: International Bureau of Expositions) یک سازمان بینا‌دولتی است که برای نظارت بر نمایشگاه‌های بین‌المللی (همچنین به عنوان اکسپو یا نمایشگاه جهانی شناخته می‌شود) که تحت صلاحیت کنوانسیون مربوط به نمایشگاه‌های بین‌المللی هستند ایجاد شده‌ است.